# Matt Czuchry
Matthew Charles Czuchry, dit Matt Czuchry, est un acteur américain né le 20 mai 1977 à Manchester (New Hampshire).
Il est notamment connu pour son rôle de Logan Huntzberger dans la série télévisée Gilmore Girls (2005 et 2007), de Cary Agos dans la série dramatique The Good Wife (2009 à 2016) et du Dr Conrad Hawkins dans la série dramatique médicale The Resident (2018 à 2023).

## Biographie

### Enfance et formation
Matthew Charles Czurchy est né à Manchester Le 20 mai 1977 (46 ans) dans le New Hampshire, et a grandi à Johnson City dans le  Tennessee. Son père, Andrew Czuchry, est professeur à l'East Tennessee State University (en), et sa mère, Sandra, est une femme au foyer. Il a deux frères (AJ et Mike) et une sœur (Karen). Il est d'origine ukrainienne du côté de son père,.

### Carrière
Il commence sa carrière en 2000 avec une apparition dans Freaks and Geeks et Opposite Sex, avant d'obtenir un rôle plus important dans Young Americans, dérivée de la très populaire fiction pour adolescents Dawson's Creek. Il y évolue notamment aux côtés de Katherine Moennig, Ian Somerhalder et Kate Bosworth, dans un rôle récurrent.
En 2002, il fait ses premiers pas au cinéma dans les films Arac Attack, les monstres à huit pattes et Slap Her... She's French et A Midsummer Night's Rave et joue également dans le séries Sept à la maison et The Practice : Donnell & associés
En 2003, après une apparition dans un épisode des séries Jake 2.0 et Le Justicier de l'ombre, il décroche le rôle de Logan Huntzberger, personnage récurrent dans la saison 5 puis principal dans les saisons 6 et 7 de la série télévisée Gilmore Girls avec Alexis Bledel, Lauren Graham et Liza Weil.
En 2009, il décroche le rôle de Cary Agos, personnage principal dans la série dramatique The Good Wife avec Julianna Margulies, Christine Baranski. La série a été diffusée entre le 22 septembre 2009 et le 8 mai 2016 sur le réseau CBS. 
En 2016, 10 ans après la fin de la première série Gilmore Girls, il reprend son rôle en tant que personnage récurrent dans la suite Gilmore Girls : Une nouvelle année diffusée le 25 novembre 2016 sur Netflix.
Depuis 2018, il joue le rôle du Dr Conrad Hawkins, personnage principal de la série dramatique médicale The resident avec Emily VanCamp. La série créée par Amy Holden Jones, Hayley Schore et Roshan Sethi est diffusée depuis le 21 janvier 2018 sur le réseau Fox.

### Vie privée
Entre 2000 et 2002, il fréquente Kate Bosworth, qu'il rencontre sur le tournage de Young Americans,.

## Filmographie

### Cinéma

#### Longs métrages
- 2002 : Arac Attack, les monstres à huit pattes (Eight Legged Freaks) d'Ellory Elkayem : Bret
- 2002 : Slap Her... She's French (She Gets What She Wants) de Melanie Mayron : Kyle Fuller
- 2002 : A Midsummer Night's Rave : Evan
- 2003 : Swimming Upstream de Russell Mulcahy : Morris Bird III
- 2004 : Em & Me de L. James Langlois : Chase
- 2009 : Tucker Max : Histoires d'un serial fucker (I Hope They Serve Beer in Hell) de Bob Gosse : Tucker Max

#### Courts métrages
- 2003 : Advantage Hart de Jeff Seibenick : Clame Buckley
- 2006 : Hooked de Richie Keen : Scotty

### Télévision

#### Séries télévisées
- 2000 : Young Americans : Sean McGrail
- 2000 : Freaks and Geeks : Lincoln High Student
- 2000 : Opposite Sex : Kurt
- 2002 : Sept à la maison (7th Heaven) : Carl
- 2002 : The Practice : Donnell & associés (The Practice) : Skip Hyman
- 2003 : Jake 2.0 : Darin Metcalf
- 2003 : Le Justicier de l'ombre (Hack) : Jamie Farrel
- 2004 - 2007 : Gilmore Girls : Logan Huntzberger
- 2006 : Veronica Mars : Charlie Stone
- 2006 : La Ligue des justiciers (Justice League Unlimited) : Brainiac 5
- 2008 : Friday Night Lights : Chris Kennedy
- 2009 - 2016 : The Good Wife : Cary Agos
- 2016 : Gilmore Girls : Une nouvelle année (Gilmore Girls : A Year in the Life) : Logan Huntzberger
- 2018 - 2023 : The Resident : Dr Conrad Hawkins
- 2023 : American Horror Story: Delicate : Dexter "Dex" Harding

#### Téléfilms
- 2005 : Dark Shadows de P.J. Hogan : Willie Loomis
- 2007 : Gravity de Brad Kane : Ray
- 2010 : La 19e Épouse (The 19th Wife) de Rod Holcomb : Jordan

## Voix françaises
En France, Ludovic Baugin,, est la voix française régulière de Matt Czuchry.
En France
| - Ludovic Baugin dans : - Gilmore Girls (série télévisée) - Veronica Mars (série télévisée - 1 épisode) - Gilmore Girls : Une nouvelle année (série télévisée) - The Resident (série télévisée, 1re voix) | - Sébastien Desjours dans : - The Good Wife (série télévisée) - Le Justicier de l'ombre (série télévisée) - La 19e Épouse et aussi - Marc Arnaud dans The Resident (série télévisée, 2e voix) - Constantin Pappas dans Arac Attack, les monstres à huit pattes - Thomas Sagols dans Friday Night Lights (série télévisée) - Alexis Victor dans Young Americans (série télévisée) |